# Powellinia unctus
Powellinia unctus är en fjärilsart som beskrevs av Hugo Theodor Christoph 1887. Powellinia unctus ingår i släktet Powellinia och familjen nattflyn. Inga underarter finns listade i Catalogue of Life.